# Georges Lorgeou
Georges Lorgeou (París, 17 de julio de 1883 - Le Mans, 5 de mayo de 1957) fue un ciclista francés que fue profesional entre 1901 y 1913. No obtuvo ninguna victoria destacada, pero el 1910 acabó segundo en el París-Roubaix y el 1908.

## Palmarés

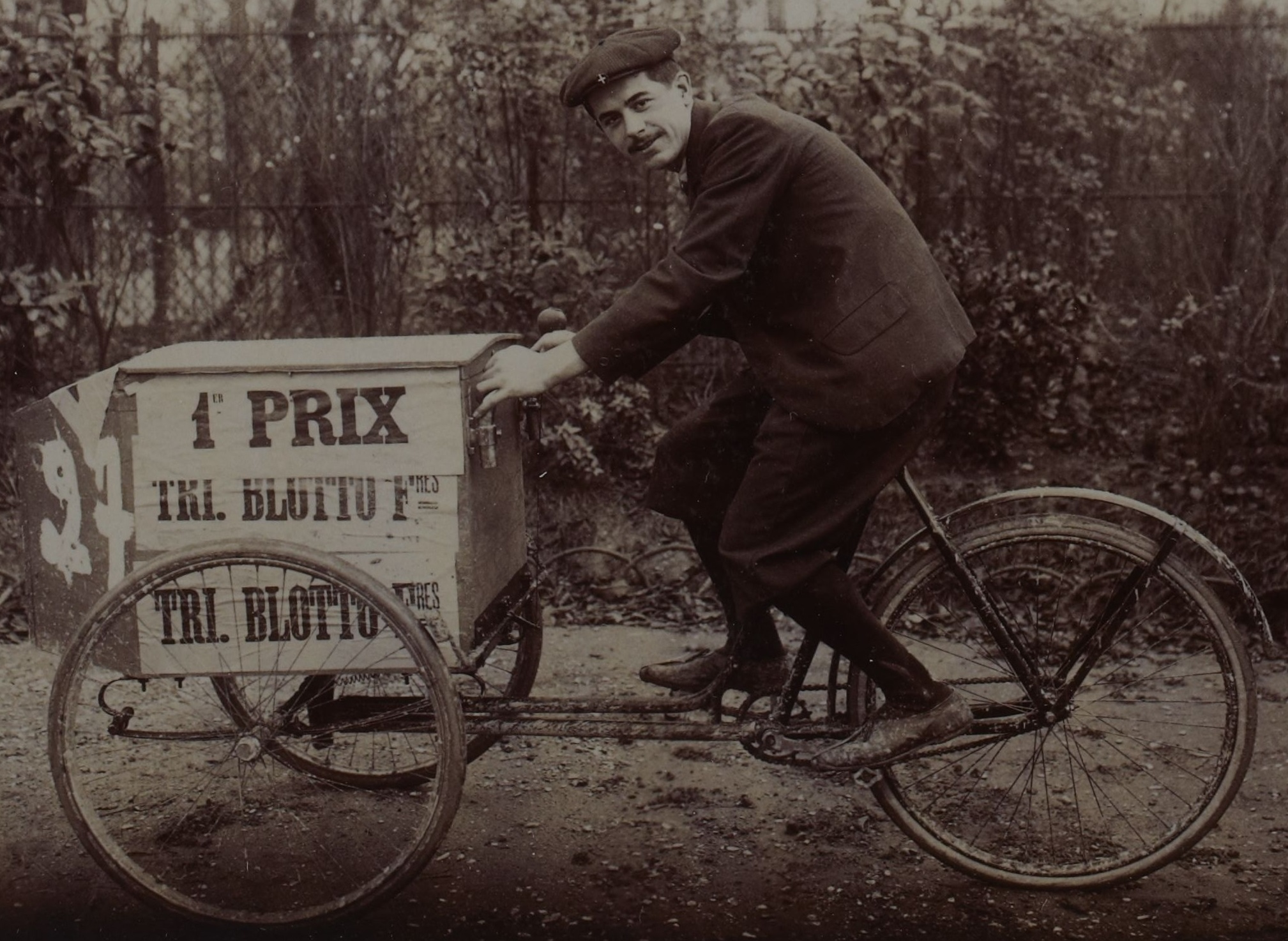
La Course de Tri-Porteurs de París en 1900 (victoria de Lorgeou).

- 1900
  - Championnat des triporteurs
- 1901
  - 2º en París-Tours
- 1903
  - 5º en París-Roubaix
- 1908
  - 2º en París-Roubaix
- 1909
  - 2º en Milán-Módena

### Resultados en el Tour de Francia
- 1903. Participó en la 4.ª etapa
- 1908. Abandona (5.ª etapa)